# Cameron Finley
Joseph Cameron Finley (* 30. August 1987 in Garland, Texas) ist ein US-amerikanischer ehemaliger Kinderdarsteller.

## Leben
Finley, schon als Kind sehr extravertiert, wurde mit drei Jahren von seinen Eltern in ein Schauspielseminar nahe seiner texanischen Heimatstadt gebracht. Hier hatte Finley das Glück, von einem Scout entdeckt zu werden, der ihn für einen Werbespot der Marke Shell verpflichtete.
Dadurch wurde auch Hollywood auf ihn aufmerksam, sodass er 1993 in zwei Spielfilmen gleichzeitig mitwirken durfte: In Perfect World an der Seite von Kevin Costner und Clint Eastwood und Gilbert Grape – Irgendwo in Iowa zusammen mit Johnny Depp und Leonardo DiCaprio. Eine Hauptrolle übernahm er 1997 in Beaver ist los!, einer Kinoverfilmung der Fernsehserie Erwachsen müßte man sein (1957–1963). 1999 war er sogar für die Rolle des Anakin Skywalker in Star Wars: Episode I – Die dunkle Bedrohung im Gespräch, wurde jedoch von Jake Lloyd geschlagen. Ab 1994 stand Finley auch in Fernsehserien vor der Kamera. Seine berühmteste Fernsehrolle war jene des Tanner Sloan, dem Film-Adoptivsohn von David Hasselhoff in Baywatch – Die Rettungsschwimmer von Malibu.
Nach 2000 erfolgten keine Auftritte in Film und Fernsehen mehr. Finley studierte stattdessen Molekularbiologie an der University of California in San Diego und hat in diesem Feld auch schon wissenschaftliche Artikel publiziert.

## Auszeichnungen
Cameron Finley wurde viermal für den Young Artist Award nominiert, und dreimal für den YoungStar Award, ging allerdings jedes Mal leer aus.

## Filmografie
- 1993: The Donut Repair Club at the Zoo (Kurzfilm)
- 1993: Gilbert Grape – Irgendwo in Iowa (What’s Eating Gilbert Grape)
- 1993: Perfect World (A Perfect World)
- 1994: 8 Seconds – Tödlicher Ehrgeiz (8 Seconds)
- 1994: Fackeln im Sturm (North and South, Miniserie, 3 Folgen)
- 1995: Wechselspiel des Lebens (A Woman of Independent Means, Miniserie, 3 Folgen)
- 1995: Mit Herz und Scherz (Coach, Fernsehserie, Folge 8x02)
- 1995: Walker, Texas Ranger (Fernsehserie, 2 Folgen)
- 1995: Der letzte Ritt (Larry McMurtry’s ‘Streets of Laredo‘, Miniserie, 2 Folgen)
- 1995: Deadly Family Secrets (Fernsehfilm)
- 1995: Takedown
- 1996: Don’t Look Back – Die Killer im Nacken (Don’t Look Back, Fernsehfilm)
- 1996: Ein Hauch von Himmel (Touched by an Angel, Fernsehserie, Folge 3x13)
- 1997: Beaver ist los! (Leave It to Beaver)
- 1998: Eine zweite Chance (Hope Floats)
- 1998: Ghosts of Fear Street (Fernsehfilm)
- 1998: The Lionhearts (Fernsehserie, 13 Folgen, Sprechrolle)
- 1998–1999: Baywatch – Die Rettungsschwimmer von Malibu (Baywatch, Fernsehserie, 5 Folgen)
- 1999: Three Secrets (Fernsehfilm)
- 2000: Vittoria col cuore (Perfect Game)
- 2000: Time Share – Doppelpack im Ferienhaus (Time Share)
- 2000: Die einzig wahre Liebe (One True Love, Fernsehfilm)
- 2000: Static Shock (Fernsehserie, Folge 1x07, Sprechrolle)